# عمرو سالم
عمرو سالم (مواليد 1958 في دمشق) سياسي سوري شغل منصب وزير التجارة الداخلية وحماية المستهلك في حكومة حسين عرنوس الثانية من 10 آب 2021 إلى 29 آذار 2023. 

## مناصبه
- شغل سابقا منصب وزير الاتصالات والتقانة في سوريا 2006[3]-2007[4]

- مستشار رئاسة الجمهورية العربية السورية عام 2005
- رئيس الجمعية العلمية السورية للمعلوماتية في سوريا
- مدير عام في شركة ابل كمبيوتر 1991-1996